# Schloss Schillingsfürst

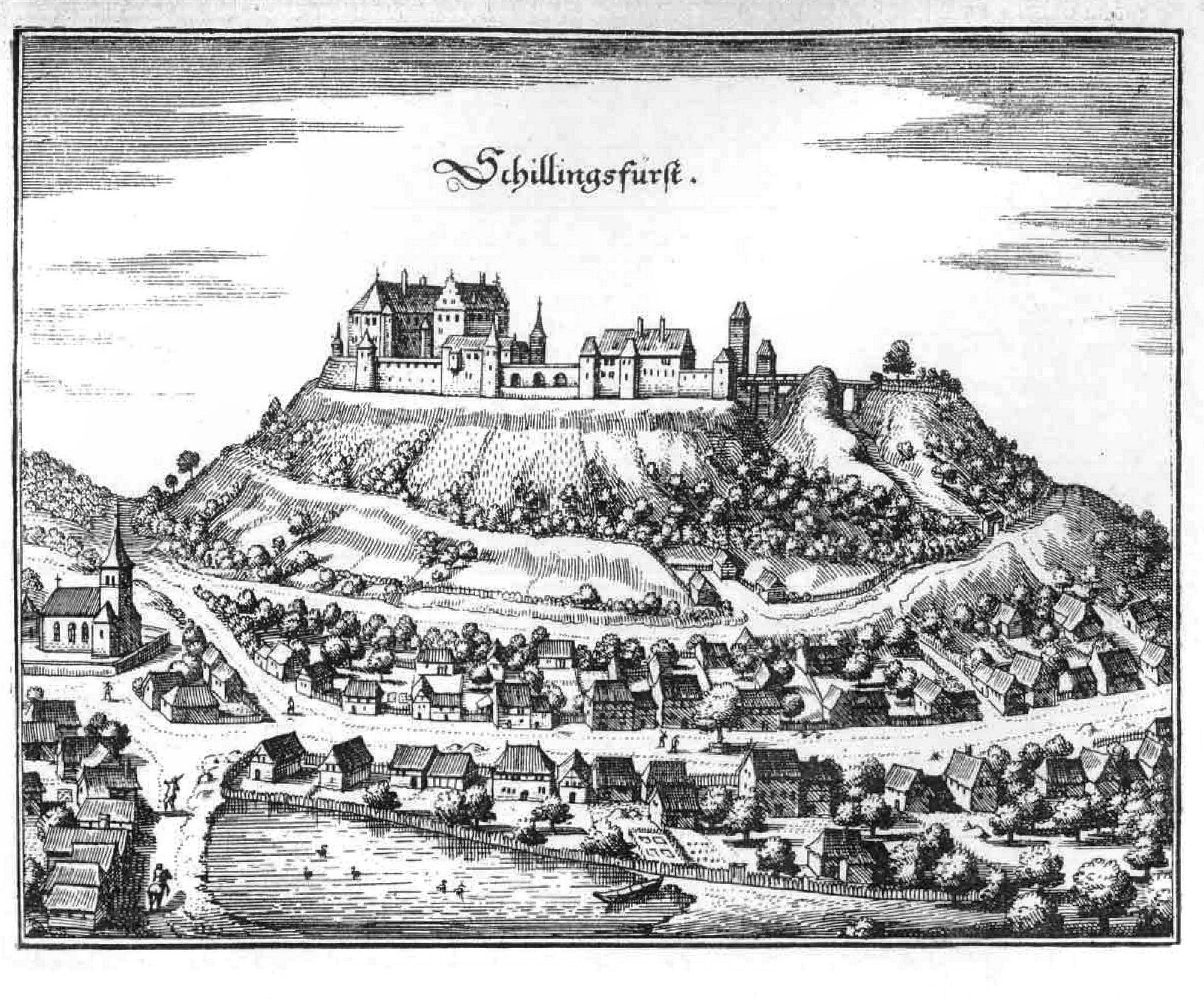
Das Schloss in der Topographia Franconiae des Matthäus Merian

Schloss Schillingsfürst ist ein Schloss und Sitz des alten adligen Familienzweigs Hohenlohe-Schillingsfürst in Schillingsfürst bei Ansbach in Mittelfranken (Bayern).
Das Schloss liegt in landschaftsbeherrschender Lage auf einem nach Westen gerichteten Bergsporn. Es ist durch zwei Halsgräben vom Hinterland abgetrennt, die ehemals dazugehörigen Wälle sind heute verschwunden.

## Geschichte
Der Name „Xillingesfirst“ tauchte um das Jahr 1000 in der Burgbernheimer Wildbannurkunde auf. Das edelfreie Geschlecht der Herren von Schillingsfürst erscheint erstmals 1129 in der urkundlichen Überlieferung. Bereits 1262 war Schillingsfürst im Besitz derer von Hohenlohe. 1316 wurde die Burg von Ludwig dem Bayern zerstört. Die wieder aufgebaute Burg wurde im Bauernkrieg 1525 niedergebrannt. Die dann zum dritten Mal erbaute Burg wurde 1632 im Dreißigjährigen Krieg wiederum zerstört. Die unteren Räume der Ruine wurden notdürftig wiederhergestellt, so dass die Familie sie ab 1640 wieder zu Wohnzwecken nutzen konnte. Von 1660 bis 1664 erfolgte die Errichtung eines dreiflügeligen Schlosses mit Kapelle an der Stelle der ehemaligen Vorburg im Osten. Die Reste der Alten Burg wurden von 1696 bis 1705 abgetragen. Mit dem Bau des Schlosses wurde 1696 nach Plänen des Würzburger Baumeisters Joseph Greissing begonnen, der Spanische Erbfolgekrieg und eine Spanienreise des Fürsten sorgten aber für eine von 1705 bis 1723 dauernde Unterbrechung. Bis dahin scheinen lediglich die Substruktionen und wahrscheinlich auch das Erdgeschoss fertig gestellt worden zu sein. Der 1750 vollendete Weiterbau erfolgte nach Plänen des Darmstädter Oberbauinspektors Louis Remy de la Fosse, als Vorbild diente das barocke Palais Alberoni in Madrid. 1816 wurde der 1660 errichtete Bau auf dem Vorburggelände wieder abgerissen.
Unter Fürst Karl Albrecht I. erfuhr Schillingsfürst 1753–1793 eine erste wesentliche Erweiterung durch eine planmäßige Siedlungspolitik. Mit der Bildung der Königreiche Bayern und Württemberg wurde das Fürstentum Hohenlohe-Waldenburg-Schillingsfürst aufgelöst. Die Besitzungen um Schillingsfürst kamen zu Bayern, die Fürsten wurden Mitglied im Reichsrat der bayrischen nunmehrigen Königskrone (Bayern). Ein Besitzer des Schlosses, Fürst Chlodwig zu Hohenlohe-Schillingsfürst (1819–1901), war zwischen 1866 und 1870 bayerischer Ministerpräsident und von 1894 bis 1900 Reichskanzler des Deutschen Kaiserreiches und preußischer Ministerpräsident.
Das Schloss mit drei Gebäudeflügeln auf einem Hügel westlich des gleichnamigen Ortes ist mit dem zugehörigen Land- und Forstgut weiterhin im Besitz der Familie, seit 2005 von Constantin Fürst zu Hohenlohe-Schillingsfürst.

## Architektur
Große Teile der Anlage sind in die Bayerische Denkmalliste eingetragen, die auf Basis des bayerischen Denkmalschutzgesetzes vom 1. Oktober 1973 erstmals erstellt wurde, so u. a.
- das Schloss, eine dreigeschossige Dreiflügelanlage mit Ehrenhof, 1705–1740 im Wesentlichen von Louis Remy de la Fosse unter der Herrschaft des Grafen und späteren Fürsten Philipp Ernst zu Hohenlohe-Waldenburg-Schillingsfürst erbaut; mit doppelter Wallgrabenanlage; innere Grabenbrücke, fünfbogiger Quaderbau, wohl 18. Jahrhundert; äußere Grabenbrücke, einbogige Quaderbrücke, wohl 18. Jahrhundert[1]
- der Hofgarten, östlich des Schlosses, frühes 18. Jahrhundert, später im englischen Stil umgewandelt; Kanalanlage; Phönixdenkmal, Sandstein und Metallguss, frühes 18. Jahrhundert; Mausoleum der Familie Hohenlohe-Schillingsfürst, neugotischer Kapellenbau mit Ausstattung, 1890/91; zugehörig Friedhof, umgeben von Hecken, Sandsteinpfosten, Gitter, um 1890
- der Gutshof des Schlosses, rechtwinklig angeordnete Wirtschaftsgebäude mit langgestrecktem Walmdachbau (ehemalige Kaserne), 17./18. Jahrhundert
- die ehemalige Hofbäckerei, ein zweigeschossiger verputzter Satteldachbau, Sandsteingliederungen, bezeichnet 1763.

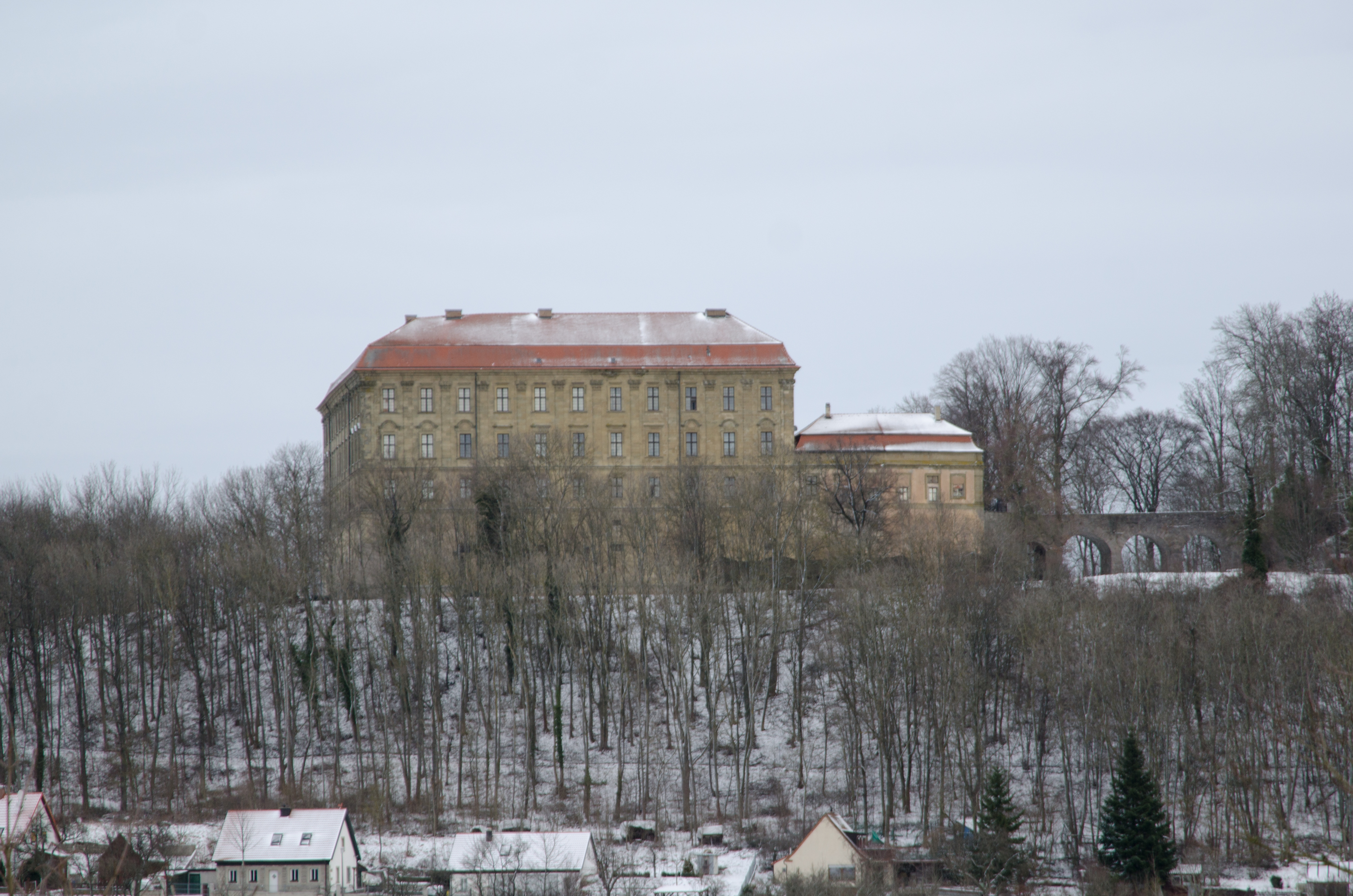
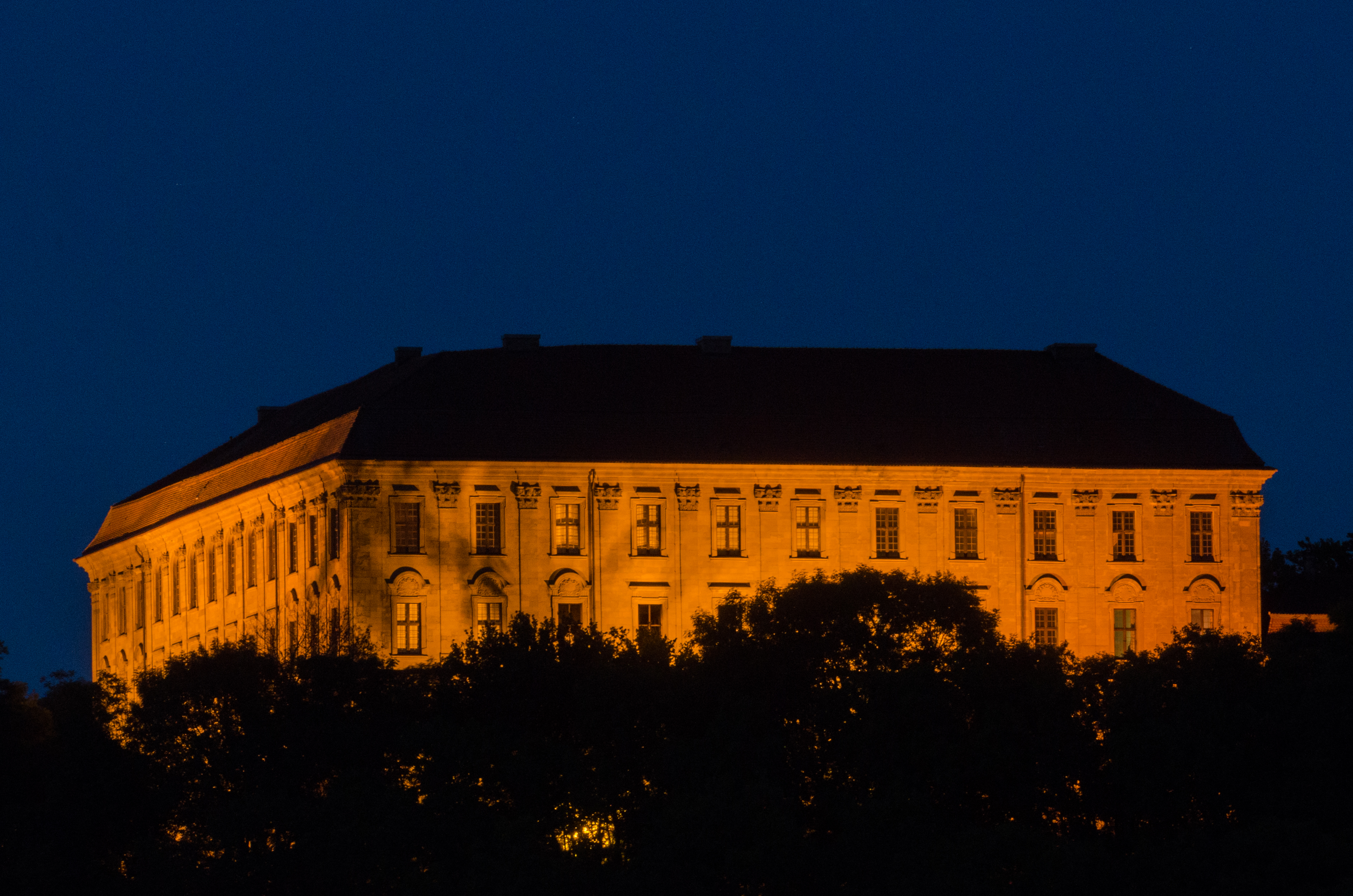
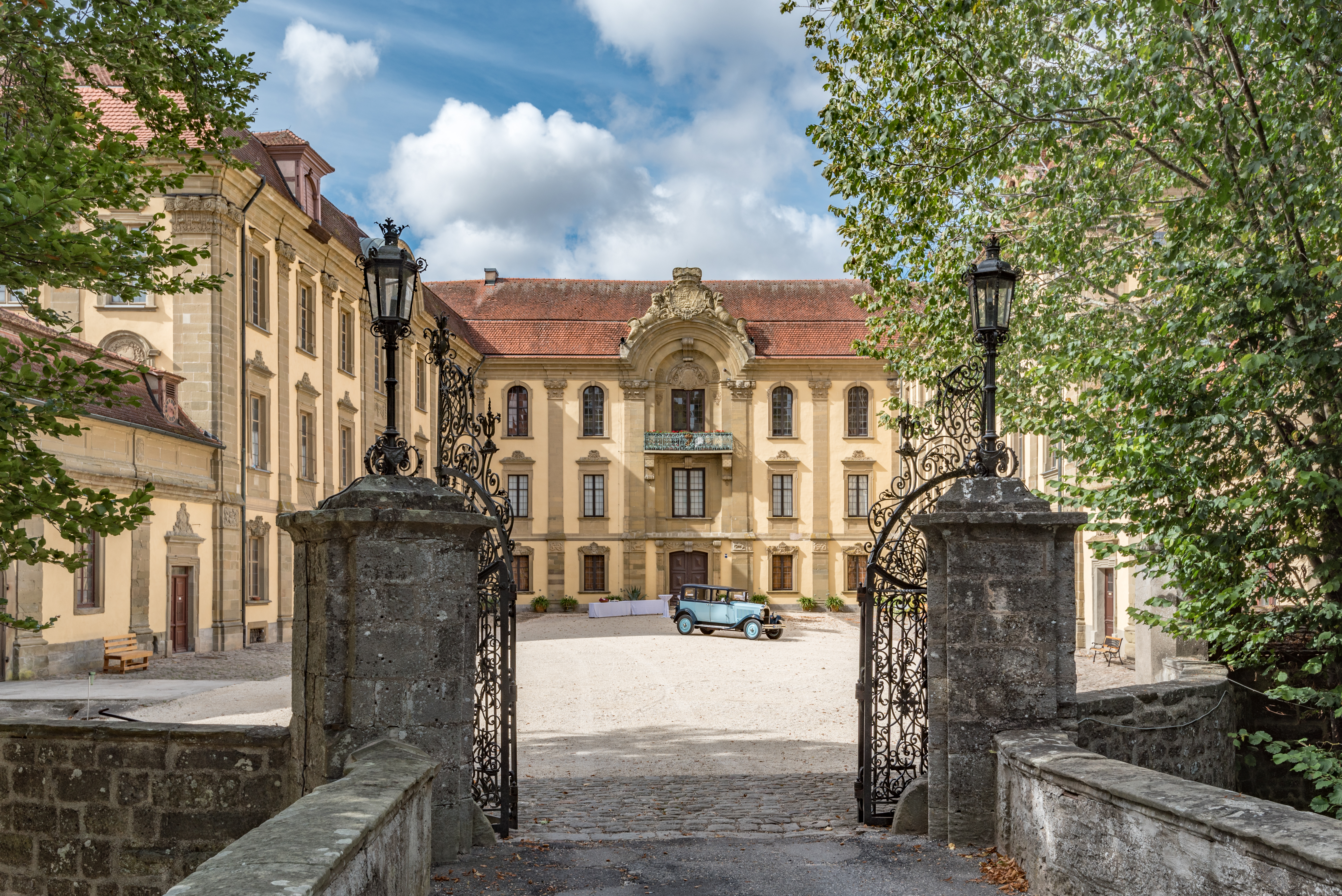
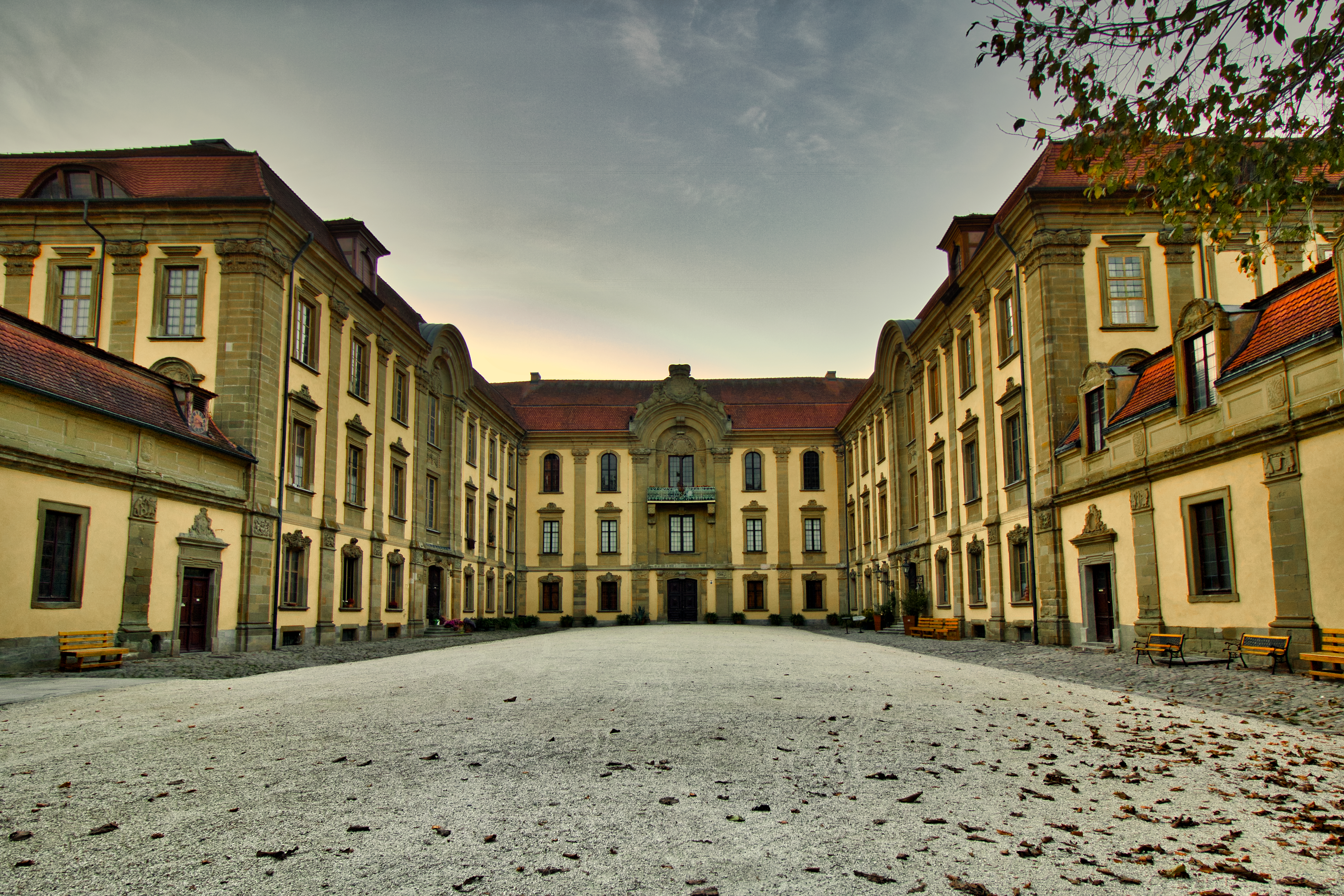
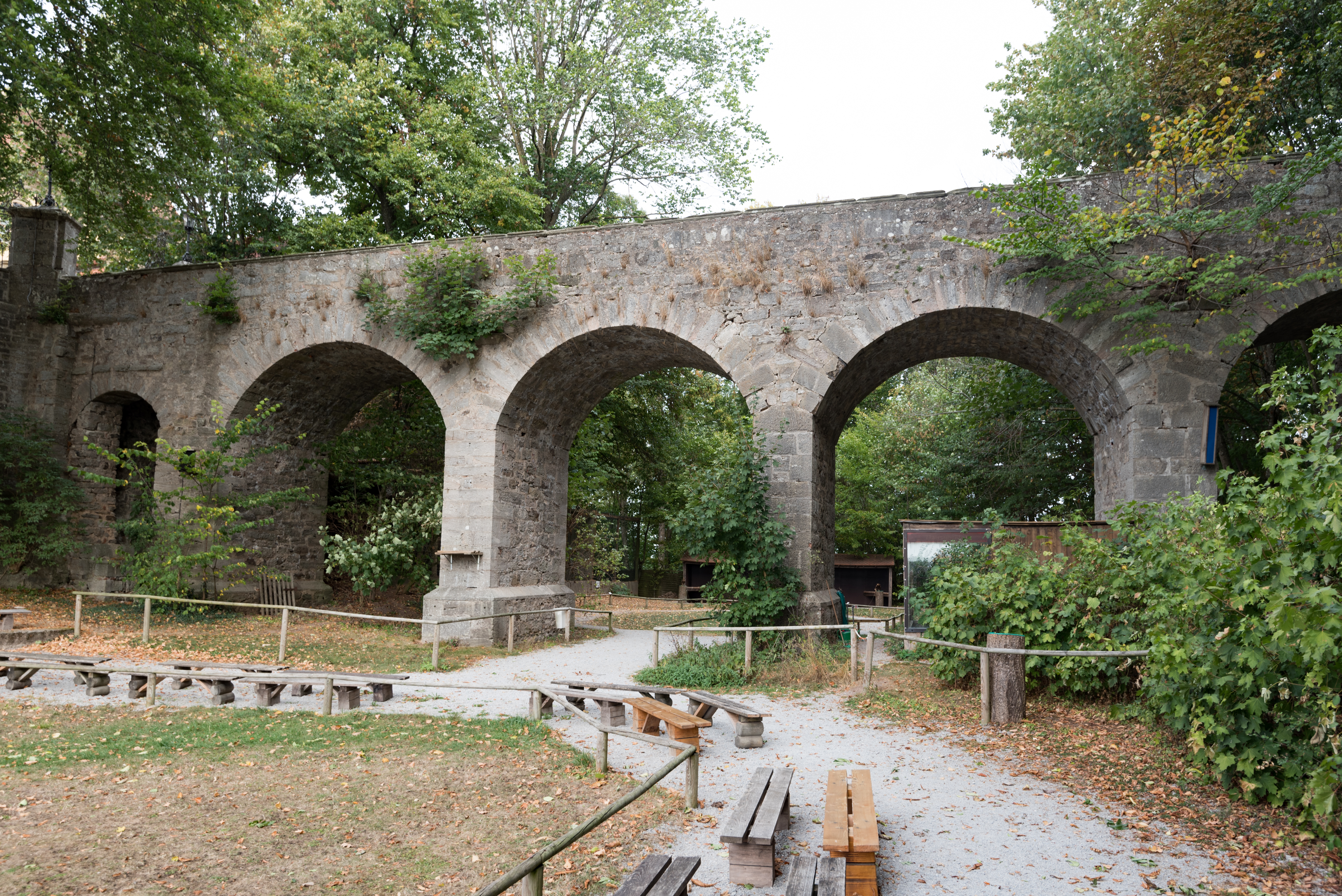